# Sumika
sumika（スミカ）は、日本のロックバンド。所属事務所はmurffin discs。所属レーベルはソニー・ミュージックレーベルズ内のソニー・ミュージックレコーズ。2013年5月17日に結成。
バンド名は「様々な人にとって住処のような場所になって欲しい」という願いを込めて名付けられた。sumikaは通常のバンド形態、sumika［camp session］はアコースティックバンド形態、sumika［roof session］は荒井 智之/小川 貴之を中心としたバンド形態のことを指す。

## メンバー
片岡 健太（かたおか けんた、1985年9月30日（39歳） - ）
- ボーカル、ギターおよび、全曲の作詞と大半の楽曲の作曲を担当。（「明日晴れるさ」「透明」のみ黒田との共作詞）。
- 神奈川県川崎市出身。

荒井 智之（あらい ともゆき、1982年12月30日（42歳） - ）
- ドラムス、コーラス担当。『Dress Farm 2020』より「VOICE」、及び『AMUSIC』収録の「Jamaica Dynamite」では作曲を担当。
- 神奈川県川崎市出身。
- 2003年3月26日、渋谷CLUB QUATTROに10-FEET / ELLEGARDEN のライブを観に行った際、片岡と出会い、前身バンドに加入。
- EMPTY サポートドラマー。
- 2022年よりキャプテンを務めている。

小川 貴之（おがわ たかゆき、1989年12月22日（35歳） - ）
- キーボード、コーラスを担当。作曲も担当（「ホワイトマーチ」、「ゴーストライター」は黒田と共作曲）。「enn」、「わすれもの」、「シリウス」、「いつかの化物」ではメインボーカル、「一閃」ではツインボーカルの1人を務める。
- 神奈川県横浜市磯子区出身。
- 元from a novelボーカル。
- 2013年、弾き語りイベントで片岡と出会い、幾度かの共演を経て、2014年よりゲストメンバーとしてsumikaに参加、2014年12月from a novelが解散し、2015年2月より正式加入した。
- 高校生の時、『とんねるずのみなさんのおかげでした』（フジテレビ）の「細かすぎて伝わらないモノマネ選手権」に一般参加しており、番組内で「モノマネ王子」と呼ばれていた。　

黒田 隼之介（くろだ じゅんのすけ、1988年6月10日 - 2023年2月23日（34歳没））
- ギター、コーラス担当。作曲も担当（「明日晴れるさ」「透明」で片岡と共作詞、「ホワイトマーチ」、「ゴーストライター」は小川と共作曲）。
- 神奈川県川崎市出身。
- 元White Crowメンバーで、2012年1月前身バンド「banbi」に加入。
- さよなら劇場池袋サポートギタリストほか、SUPER BEAVERのGt.柳沢亮太の入院中、サポートギタリストとしてライブに参加。
- 2023年2月23日死去。34歳没

### ゲストメンバー
| 名前                 | 担当楽器        |
| -------------------- | --------------- |
| 須藤優               | ベース          |
| 石井浩平             | ベース          |
| 井嶋啓介             | ベース          |
| 山口寛雄             | ベース          |
| 鳥越啓介             | ベース          |
| 田村亮               | ベース          |
| 安達貴史             | ベース          |
| 種子田健             | ベース          |
| 鈴木正人             | ベース          |
| Keity                | ベース          |
| 泉本弘美             | コーラス        |
| おかのやともか       | コーラス        |
| Nona Iwamura         | コーラス        |
| nikiie               | コーラス        |
| 木部数也（moriage）  | コーラス        |
| Masa（浜田雅貴）     | コーラス        |
| るーか               | コーラス        |
| 三浦太郎(フレンズ)   | コーラス&ギター |
| 太田美音(ayutaya)    | コーラス&ギター |
| 矢澤壮太             | コーラス&ギター |
| 高田真路(chef's)     | コーラス&ギター |
| 真壁陽平             | ギター          |
| 佐々木"コジロー"貴之 | ギター          |
| 上口浩平             | ギター          |
| George               | キーボード      |
| 星優太               | キーボード      |
| KAYO-CHAAAN          | キーボード      |
| 宮田'レフティ'リョウ | キーボード      |
| CHICA                | ヴァイオリン    |
| 村上基               | トランペット    |
| ジェントル久保田     | トロンボーン    |
| 後関好宏             | サックス        |
| 吉澤嘉代子           | ゲストボーカル  |

## 来歴

### 2013年
- 5月、sumika＆sumika［camp session］を結成[4]。
- 10月、1st Mini Album『新世界オリハルコン』を発売[4]。
- 12月、"大人の文化祭"というテーマを掲げた企画『sumika familia 2013』を渋谷clubasiaにて開催。音楽分野以外にも様々な芸術家がアクトとして参加。

### 2014年
- 2月、映像制作企画『Niwa cinema』を開始。
- 6月、価格設定自由方式音源『Dress farm #1、#2』を発売。
- 7月、初のワンマンライブ『Little crown #1』を渋谷clubasiaにて開催。
- 9月、『sumika familia 2014』を渋谷clubasiaにて開催。
- 11月、初の全国流通音源Mini Album『I co Y』を発売[4]。
- 12月、『I co Y』リリースツアーファイナルとして『Little crown #2』を渋谷CLUB QUATTROにて開催。

### 2015年
- 2月、新メンバー“小川貴之”が加入[11]。
- 5月、片岡健太の体調不良を理由にライブ出演をキャンセル、以降出演予定のライブは順次キャンセルが発表され、キャンペーン等は片岡を除く三人での活動となった。
- 6月、流通作品としては2作目となるMini Album『Vital Apartment.』を発売[12]。
- 7月、同理由で、ライブ活動の一時休止を発表。7月のワンマンライブは、片岡以外のメンバー3人とゲストアーティストを招くsumika［roof session］という形で実施した[13]。
- 9月、片岡健太の復帰がsumika公式WEBSITEにて発表される[14]。
- 10月、片岡による復帰コメント、「雨天決行」の演奏を含むビデオレターを公開[15]。
- 11月28日、渋谷eggmanにてフリーワンマンライブを開催[16]。350人収容の会場に2300もの応募があり、抽選となった[17]。

### 2016年
- 3月9日、復帰後第一作目の作品『Lovers/「伝言歌」』を発売[18]。
- 5月25日、4th Mini Album『アンサーパレード』を発売[19]。
- 6月、『アンサーパレード』Oneman Live Tour -Answer- を7月にかけて開催[20]。
- 12月7日、1st e.p『SALLY e.p』を発売[21]。

### 2017年
- 5月18日、『Dress farm #1、#2』に続く価格設定自由方式音源『Dress farm #3』を発売[22]。
- 7月12日、1st Full Album『Familia』を発売[23]。

### 2018年
- 4月25日、2nd e.p『Fiction e.p』を発売[24]。
- 8月29日、2nd Single『ファンファーレ/春夏秋冬』を発売[25]。
- 11月14日、自身のチャンネル内のビデオレターで全てのミュージックビデオを一旦非公開にすることを明かす[26]。YouTube Musicがスタートする中、映像視聴用の音質だと、音源が意図せぬ形で主要サブスクリプションに開放される恐れがあったため。
- 12月20日、メンバー・スタッフとの協議の結果、ビデオレターで全てのミュージックビデオを再び公開することを発表[27]。

### 2019年
- 3月13日、2nd Full Album『Chime』を発売[28]。
- 6月12日、 3rd Single『イコール/Traveling』を発売[29]。
- 7月31日、ミュージックビデオ集『Music Video Tree Vol.1&Vol.2』を発売[30]。
- 11月16日、4th Single『願い/ハイヤーグラウンド』から「願い」が先行配信された。また、全楽曲のサブスクリプションを解禁した[31]。
- 12月11日、4th Single『願い/ハイヤーグラウンド』を発売[32]。

### 2020年
- 3月4日、3rd e.p『Harmonize e.p』を発売[33]。
- 5月28日、『Dress farm 2020』として新曲4曲と未発表ライブ映像4曲を自身の公式YouTubeチャンネルにて発表[34]。今作は価格設定自由とし、その価値を金額で表す場合は『Dress farm 2020基金』として募金をする方式となり、CDなどでの販売は手間がかかってしまうことや過去の『Dress Farm』シリーズが高額転売されていることなどにより、当初はされていなかったが、2021年1月6日発売のシングル『本音/Late Show』の初回生産限定盤付属の特典CDにて初商品化となる[35]。
- 7月31日と8月7日、初となるデジタルシングル『絶叫セレナーデ/唯風と太陽』を配信[36]。
- 9月25日、自身初のオンラインライブ『Little  Crown 2020』を木下サーカス立川会場から開催[37]。
- 9月26日、前日のライブに関するアフタートークをYouTubeより生配信[38]。
- 12月9日、ミュージックビデオ集『Music Video Tree Vol.3』を発売[39]。

### 2021年
- 1月6日、5th Single『本音/Late Show』を発売[35]。
- 3月3日、3rd Full Album『AMUSIC』を発売[40]。
- 6月2日、6th Single『Shake & Shake/ナイトウォーカー』を発売[41]。
- 7月30日、デジタルシングル『Jasmine』をリリース[42]。この曲は2021年3月よりフジテレビ「バイキングMORE」テーマソングとしてオンエアされている[43]。また、番組テーマソングに起用されてからリリースまでの間に歌詞の書き換えがされ、番組内の楽曲と今回リリースされた楽曲とで違いがある。
- 8月20日、デジタルシングル『リタルダンド』をリリース[44]。この曲は日本テレビ「ぶらり途中下車の旅」エンディング曲である[45]。
- 12月1日、7th Single『SOUND VILLAGE』を発売[46]。今作にはsumika初の試みである「作曲合宿」によって生まれた楽曲が収録される。全4曲のほか、初回限定生産版には合宿の様子を収めたブルーレイディスクとPhoto Bookが付属される。

### 2022年
- 1月1日、自身のファンクラブ「ATTiC ROOM」にて、荒井がsumikaのキャプテンを務めることが発表された。
- 5月11日、デジタルシングル『Simple』をリリース[47]。クラレ企業CMソングである[48]。
- 5月17日、sumika結成9周年を迎えるとともに、彼らの『10周年イヤー』が始まった。
- 6月23日、片岡健太書き下ろしエッセイ『凡者の合奏』発売[49]。
- 7月27日、8th Single『Glitter』をリリース[50]。カップリング曲はThe Flag Song。
- 9月21日、4th Full Album『For.』をリリース[51]。

### 2023年
- 2月22日、ミュージックビデオ集『Music Video Tree Vol.4』を発売[52]
- 2月24日、Gt.Cho担当の黒田隼之介が2月23日に死去したことを報告[8]。
- 3月15日、アコースティック編成、sumika［camp session］名義で初となるミニアルバム「Sugar Salt Pepper Green」をアナログと配信の2形態でリリース。[53]
- 4月4日、一時休止していたライブ活動を4月30日(日)「ARABAKI ROCK FEST.23」より再開することを公式サイト内で発表[54]
- 5月14日、神奈川・横浜スタジアムで結成10周年記念ライブ「sumika 10th Anniversary Live『Ten to Ten to 10』」を開催[55]
- 6月7日、9th Single 『Starting Over』をリリース。[56]
- 6月14日、「Lovers」が自身初のストリーミング累計1億回再生を突破。[57]
- 7月8日～10日、自身初のドキュメンタリー映画「『sumika』～10th Anniversary THE MOVIE～」を全国の映画館にて公開。[58]
- 9月14日、7月に上映されたドキュメンタリー映画のアンコール上映が全国の映画館にて開催。ユナイテッド・シネマ豊洲ではメンバーによる舞台挨拶も行われ、その模様は全国の映画館にライブ・ビューイングで生中継された。[59]
- 9月27日、横浜スタジアムで行われた結成10周年記念ライブの映像作品「sumika 10th Anniversary Live『Ten to Ten to 10』at YOKOHAMA STADIUM」を発売。10月5日発表のオリコン「週間ミュージックDVD・BDランキング」において、自身初の初登場1位を獲得した。[60]
- 10月1日、デジタルシングル『Phoenix』をリリース。[61]
- 11月8日、10月に急性声帯炎を発症した片岡が、長時間の歌唱が困難なため「一定期間のリハビリが必要」と医師に判断されたことを受け、全国ツアーの年内公演の延期が決定した。[62]また、11月18日以降のイベント出演は片岡健太を除く、荒井智之 / 小川貴之を中心としたsumika［roof session］として出演すると発表された。[63]
- 12月16日、デジタルシングル『シュガーソルト』をリリース。[64]
- 12月22日、デジタルシングル『マシロ』をリリース。[65]

### 2024年
- 3月20日、J-WAVEによる音楽授賞式【SAISON CARD TOKIO HOT 100 AWARD】にて「BEST PERFORMANCE OF 2023」を受賞。[66]
- 5月15日、10th Single「Unmei e.p」をリリース。[67]
- 8月3日より、広島の遊園地[みろくの里]とのコラボレーションイベント「みろくの里 × sumika 〈sumika VACATION〉」がスタート。sumikaの楽曲を使用した打上花火や巨大フォトスポット、ツアーセットの設置やコラボグッズの販売などを予定している。[68]
- 9月4日、秦基博のコラボレーション・アルバム『HATA EXPO -The Collaboration Album-』に収録されるコラボ楽曲、「ハローサーリアル」を配信リリース。[69]
- 9月18日、デジタルシングル『VINCENT』をリリース。[70]
- 11月22日、小川貴之が体調不良により一定期間の休養が必要となったとして、予定されていた「sumika FANCLUB LIVE TOUR『縁会』2024」を全公演延期とすることが発表された[71]。同ツアーの公演スケジュールは、「“片岡健太とバンドマン”ツアー(仮)」とし、内容を変更して開催された[71]。
- 12月20日、デジタルシングル『Dang Ding Dong』をリリース[72]。

### 2025年
- 1月1日、肺炎による体調不良のため活動を休止していた小川貴之が同日より復帰することが発表された[73]。
- 2月14日、「Vermillion」を先行配信[74]。
- 3月5日、5thアルバム『Vermillion's』をリリース[75]。

## ディスコグラフィ

### シングル

#### CDシングル
|                  | 発売日         | タイトル                       | 規格品番                                                    | 規格品番   | オリコン 最高位 | 初収録アルバム           | レーベル                                             |
| 初回・数量限定盤 | 発売日         | タイトル                       | 通常盤                                                      |            | オリコン 最高位 | 初収録アルバム           | レーベル                                             |
| ---------------- | -------------- | ------------------------------ | ----------------------------------------------------------- | ---------- | --------------- | ------------------------ | ---------------------------------------------------- |
| 1st              | 2016年3月9日   | Lovers/「伝言歌」              | NOID-0009（+DVD）                                           |            | 15位            | アンサーパレード Familia | murffin discs / [NOiD] × GREEN ATTiC（インディーズ） |
| 2nd              | 2018年8月29日  | ファンファーレ/春夏秋冬        | SRCL-9900/1（+DVD）                                         | SRCL-9902  | 4位             | Chime                    | Sony Music Records / Sony Records（メジャー）        |
| 3rd              | 2019年6月12日  | イコール/Traveling             | SRCL-11195/6（2CD）                                         | SRCL-11197 | 7位             | AMUSIC                   | Sony Music Records / Sony Records（メジャー）        |
| 4th              | 2019年12月11日 | 願い/ハイヤーグラウンド        | SRCL-11390/1（A）（2CD） SRCL-11392（B）（CD）              | SRCL-11393 | 6位             | AMUSIC                   | Sony Music Records / Sony Records（メジャー）        |
| 5th              | 2021年1月6日   | 本音/Late Show                 | SRCL-11506/7（2CD）                                         | SRCL-11508 | 6位             | AMUSIC                   | Sony Music Records / Sony Records（メジャー）        |
| 6th              | 2021年6月2日   | Shake & Shake/ナイトウォーカー | SRCL-11827/8（2CD）                                         | SRCL-11829 | 7位             | For.                     | Sony Music Records / Sony Records（メジャー）        |
| 7th              | 2021年12月1日  | SOUND VILLAGE                  | SRCL-11966/8（+BD&BOOK）                                    | SRCL-11969 | 17位            | For.                     | Sony Music Records / Sony Records（メジャー）        |
| 8th              | 2022年7月27日  | Glitter                        | SRCL-12188/9（+BD）                                         | SRCL-12190 | 12位            | For.                     | Sony Music Records / Sony Records（メジャー）        |
| 9th              | 2023年6月7日   | Starting Over                  | SRCL-12520/1（初回盤）（+BD） SRCL-12523/4（期間盤）（+BD） | SRCL-12522 | 6位             |                          | Sony Music Records / Sony Records（メジャー）        |
| 10th             | 2024年5月15日  | Unmei e.p                      | SRCL-12873/4（初回盤）（+BD） SRCL-12876/7（期間盤）（+BD） | SRCL-12875 | 8位             |                          | Sony Music Records / Sony Records（メジャー）        |

#### 配信限定シングル
|     | 配信日         | タイトル                  | 規格                   | 収録アルバム              |
| --- | -------------- | ------------------------- | ---------------------- | ------------------------- |
| 1st | 2020年8月7日   | 絶叫セレナーデ/唯風と太陽 | デジタル・ダウンロード | AMUSIC（#1） 未収録（#2） |
| 2nd | 2021年7月30日  | Jasmine                   | デジタル・ダウンロード | For.                      |
| 3rd | 2021年8月20日  | リタルダンド              | デジタル・ダウンロード | For.                      |
| 4th | 2022年5月11日  | Simple                    | デジタル・ダウンロード | For.                      |
| 5th | 2023年10月1日  | Phoenix                   | デジタル・ダウンロード | Vermillion's              |
| 6th | 2023年12月16日 | シュガーソルト            | デジタル・ダウンロード | Vermillion's              |
| 7th | 2023年12月22日 | マシロ                    | デジタル・ダウンロード | Vermillion's              |
| 8th | 2024年9月18日  | VINCENT                   | デジタル・ダウンロード | Vermillion's              |
| 9th | 2024年12月20日 | Dang Ding Dong            | デジタル・ダウンロード | Vermillion's              |

| 配信日         | タイトル                             | 規格                   | 収録アルバム |
| -------------- | ------------------------------------ | ---------------------- | ------------ |
| 2020年12月25日 | ファンファーレ - From THE FIRST TAKE | デジタル・ダウンロード | 未収録       |
| 2020年12月25日 | エンドロール - From THE FIRST TAKE   | デジタル・ダウンロード | 未収録       |

#### EP
|                      | 発売日        | タイトル      | 規格品番             | 規格品番   | オリコン 最高位 | 初収録アルバム    | レーベル                                             |
| 初回・期間生産限定盤 | 発売日        | タイトル      | 通常盤               |            | オリコン 最高位 | 初収録アルバム    | レーベル                                             |
| -------------------- | ------------- | ------------- | -------------------- | ---------- | --------------- | ----------------- | ---------------------------------------------------- |
| 1st                  | 2016年12月7日 | SALLY e.p     | NOID-0015            | NOID-0016  | 12位            | Familia （M1、3） | murffin discs / [NOiD] × GREEN ATTiC（インディーズ） |
| 1st                  | 2018年4月25日 | Fiction e.p   | SRCL-9756/7（+DVD）  | SRCL-9758  | 3位             | Chime （M1、3）   | Sony Music Records / Sony Records（メジャー）        |
| 2nd                  | 2020年3月4日  | Harmonize e.p | SRCL-11457/8（+DVD） | SRCL-11459 | 5位             | AMUSIC （M1）     | Sony Music Records / Sony Records（メジャー）        |

### アルバム

#### フル・アルバム
|                      | 発売日        | タイトル     | 規格品番                                                    | 規格品番   | オリコン 最高位 | レーベル                                             |
| 初回・完全生産限定盤 | 発売日        | タイトル     | 通常盤                                                      |            | オリコン 最高位 | レーベル                                             |
| -------------------- | ------------- | ------------ | ----------------------------------------------------------- | ---------- | --------------- | ---------------------------------------------------- |
| 1st                  | 2017年7月12日 | Familia      | NOID-0019（+DVD）                                           | NOID-0020  | 5位             | murffin discs / [NOiD] × GREEN ATTiC（インディーズ） |
| 2nd                  | 2019年3月13日 | Chime        | SRCL-11064/5（+DVD）                                        | SRCL-11066 | 5位             | Sony Music Records / Sony Records（メジャー）        |
| 3rd                  | 2021年3月3日  | AMUSIC       | SRCL-11720/1（A）（+DVD） SRCL-11722/3（B）（+DVD）         | SRCL-11724 | 3位             | Sony Music Records / Sony Records（メジャー）        |
| 4th                  | 2022年9月21日 | For.         | SRCL-12250/2（A）（+BD） SRCL-12253/4（B）（+BD）           | SRCL-12255 | 5位             | Sony Music Records / Sony Records（メジャー）        |
| 5th                  | 2025年3月5日  | Vermillion's | SRCL-13164〜13165（+BD） SRC8-36〜37（完全生産FC盤）（+BD） | SRCL-13166 |                 | Sony Music Records / Sony Records（メジャー）        |

#### ミニ・アルバム

##### sumika[camp session]名義
|     | 発売日        | タイトル                | 規格品番  |
| --- | ------------- | ----------------------- | --------- |
| 1st | 2023年3月15日 | Sugar Salt Pepper Green | SRJL-1123 |

#### V.A.
- ツタロックDIG Vol.3　2015年5月20日レンタル開始　収録曲「ふっかつのじゅもん」

### 映像作品
| 発売日         | タイトル                                                                       | 販売形態 | 規格品番                       | 種別                   | 最高位 | レーベル                                      |
| -------------- | ------------------------------------------------------------------------------ | -------- | ------------------------------ | ---------------------- | ------ | --------------------------------------------- |
| 2018年10月24日 | sumika Live Tour 2018 “Starting Caravan” 2018.07.01 at 日本武道館              | 2DVD     | SRBL-1813/4 （初回生産限定盤） | ライブ映像             | 4位    | Sony Music Records / Sony Records（メジャー） |
| 2018年10月24日 | sumika Live Tour 2018 “Starting Caravan” 2018.07.01 at 日本武道館              | DVD      | SRBL-1815 （通常盤）           | ライブ映像             | 4位    | Sony Music Records / Sony Records（メジャー） |
| 2018年10月24日 | sumika Live Tour 2018 “Starting Caravan” 2018.07.01 at 日本武道館              | BD       | SRXL-179 （初回生産限定盤）    | ライブ映像             | 9位    | Sony Music Records / Sony Records（メジャー） |
| 2018年10月24日 | sumika Live Tour 2018 “Starting Caravan” 2018.07.01 at 日本武道館              | BD       | SRXL-180 （通常盤）            | ライブ映像             | 9位    | Sony Music Records / Sony Records（メジャー） |
| 2019年7月31日  | Music Video Tree Vol.1 ＆ Vol.2                                                | 2DVD     | SRBL-1872/3                    | ミュージック・ビデオ集 | 4位    | Sony Music Records / Sony Records（メジャー） |
| 2019年7月31日  | Music Video Tree Vol.1 ＆ Vol.2                                                | BD       | SRXL-219                       | ミュージック・ビデオ集 | 11位   | Sony Music Records / Sony Records（メジャー） |
| 2020年12月9日  | Music Video Tree Vol.3                                                         | DVD      | SRBL-1944                      | ミュージック・ビデオ集 | 8位    | Sony Music Records / Sony Records（メジャー） |
| 2020年12月9日  | Music Video Tree Vol.3                                                         | BD       | SRXL-277                       | ミュージック・ビデオ集 | 6位    | Sony Music Records / Sony Records（メジャー） |
| 2022年3月2日   | sumika Live Tour 2021 『花鳥風月』 2021.11.03 at さいたまスーパーアリーナ      | 2DVD     | SRBL-2017/9 （初回生産限定盤） | ライブ映像             | 3位    | Sony Music Records / Sony Records（メジャー） |
| 2022年3月2日   | sumika Live Tour 2021 『花鳥風月』 2021.11.03 at さいたまスーパーアリーナ      | DVD      | SRBL-2020 （通常盤）           | ライブ映像             | 3位    | Sony Music Records / Sony Records（メジャー） |
| 2022年3月2日   | sumika Live Tour 2021 『花鳥風月』 2021.11.03 at さいたまスーパーアリーナ      | BD       | SRXL-350/1 （初回生産限定盤）  | ライブ映像             | 6位    | Sony Music Records / Sony Records（メジャー） |
| 2022年3月2日   | sumika Live Tour 2021 『花鳥風月』 2021.11.03 at さいたまスーパーアリーナ      | BD       | SRXL-352 （通常盤）            | ライブ映像             | 6位    | Sony Music Records / Sony Records（メジャー） |
| 2023年2月22日  | Music Video Tree Vol.4                                                         | DVD      | SRBL-2069                      | ミュージック・ビデオ集 | 9位    | Sony Music Records / Sony Records（メジャー） |
| 2023年2月22日  | Music Video Tree Vol.4                                                         | BD       | SRXL-369                       | ミュージック・ビデオ集 | 7位    | Sony Music Records / Sony Records（メジャー） |
| 2023年9月27日  | sumika 10th Anniversary Live『Ten to Ten to 10』2023.05.14 at YOKOHAMA STADIUM | 3DVD     | SRBL-2155/7 （初回生産限定盤） | ライブ映像             | 3位    | Sony Music Records / Sony Records（メジャー） |
| 2023年9月27日  | sumika 10th Anniversary Live『Ten to Ten to 10』2023.05.14 at YOKOHAMA STADIUM | 2DVD     | SRBL-2158/9 （通常盤）         | ライブ映像             | 3位    | Sony Music Records / Sony Records（メジャー） |
| 2023年9月27日  | sumika 10th Anniversary Live『Ten to Ten to 10』2023.05.14 at YOKOHAMA STADIUM | 2BD      | SRXL-445/6 （初回生産限定盤）  | ライブ映像             | 1位    | Sony Music Records / Sony Records（メジャー） |
| 2023年9月27日  | sumika 10th Anniversary Live『Ten to Ten to 10』2023.05.14 at YOKOHAMA STADIUM | BD       | SRXL-447 （通常盤）            | ライブ映像             | 1位    | Sony Music Records / Sony Records（メジャー） |

### 参加作品
| 発売日         | 作品名                                                                     | 収録楽曲         | 補足                         |
| -------------- | -------------------------------------------------------------------------- | ---------------- | ---------------------------- |
| 2024年5月29日  | スキマスイッチのトリビュート・アルバム 『みんなのスキマスイッチ』          | ガラナ           | スキマスイッチの楽曲のカバー |
| 2024年11月20日 | 秦基博のコラボレーション・アルバム 『HATA EXPO -The Collaboration Album-』 | ハローサーリアル | 秦基博とのコラボ楽曲         |

### ミュージックビデオ
| 公開日 | 公開日   | タイトル               | リンク      | 備考                   |
| 年     | 月日     | タイトル               | リンク      | 備考                   |
| ------ | -------- | ---------------------- | ----------- | ---------------------- |
| 2014年 | 1月1日   | 雨天決行               | [ 動画 1 ]  | sumika familia 2013    |
| 2014年 | 5月16日  | 雨天決行               | [ 動画 2 ]  | Niwa cinema            |
| 2014年 | 5月30日  | リグレット             | [ 動画 3 ]  |                        |
| 2014年 | 6月26日  | ふっかつのじゅもん     | [ 動画 4 ]  |                        |
| 2014年 | 11月7日  | ソーダ                 | [ 動画 5 ]  |                        |
| 2015年 | 6月2日   | グライダースライダー   | [ 動画 6 ]  |                        |
| 2016年 | 2月24日  | Lovers                 | [ 動画 7 ]  |                        |
| 2016年 | 5月17日  | 溶けた体温、蕩けた魔法 | [ 動画 8 ]  |                        |
| 2016年 | 5月24日  | sara                   | [ 動画 9 ]  |                        |
| 2016年 | 11月27日 | MAGIC                  | [ 動画 10 ] |                        |
| 2017年 | 6月9日   | 春風                   | [ 動画 11 ] |                        |
| 2017年 | 6月23日  | Summer Vacation        | [ 動画 12 ] |                        |
| 2017年 | 10月25日 | Answer                 | [ 動画 13 ] |                        |
| 2017年 | 11月23日 | アネモネ               | [ 動画 14 ] |                        |
| 2018年 | 4月18日  | フィクション           | [ 動画 15 ] |                        |
| 2018年 | 4月25日  | ペルソナ・プロムナード | [ 動画 16 ] |                        |
| 2018年 | 8月8日   | ファンファーレ         | [ 動画 17 ] |                        |
| 2019年 | 3月1日   | 10時の方角             | [ 動画 18 ] |                        |
| 2019年 | 3月25日  | Familia                | [ 動画 19 ] |                        |
| 2019年 | 6月12日  | イコール               | [ 動画 20 ] |                        |
| 2019年 | 6月12日  | Traveling              | [ 動画 21 ] |                        |
| 2019年 | 11月20日 | 願い                   | [ 動画 22 ] |                        |
| 2019年 | 12月11日 | ハイヤーグラウンド     | [ 動画 23 ] |                        |
| 2020年 | 2月28日  | センス・オブ・ワンダー | [ 動画 24 ] | スペシャルムービー。   |
| 2020年 | 3月6日   | エンドロール           | [ 動画 25 ] |                        |
| 2020年 | 7月29日  | 絶叫セレナーデ         | [ 動画 26 ] |                        |
| 2020年 | 12月11日 | 本音                   | [ 動画 27 ] |                        |
| 2021年 | 2月26日  | 祝祭                   | [ 動画 28 ] |                        |
| 2021年 | 3月3日   | Lamp                   | [ 動画 29 ] |                        |
| 2021年 | 4月18日  | Shake & Shake          | [ 動画 30 ] |                        |
| 2021年 | 7月30日  | Jasmine                | [ 動画 31 ] |                        |
| 2021年 | 8月20日  | リタルダンド           | [ 動画 32 ] | ミュージックフィルム。 |
| 2021年 | 11月3日  | Babel                  | [ 動画 33 ] |                        |
| 2021年 | 12月1日  | 一閃                   | [ 動画 34 ] |                        |
| 2021年 | 12月2日  | アンコール             | [ 動画 35 ] |                        |
| 2021年 | 12月3日  | Marry Dance            | [ 動画 36 ] | ミュージックフィルム。 |
| 2022年 | 5月24日  | Simple                 | [ 動画 37 ] |                        |
| 2022年 | 7月27日  | Glitter                | [ 動画 38 ] |                        |
| 2022年 | 9月15日  | 言葉と心               | [ 動画 39 ] |                        |
| 2022年 | 9月21日  | Porter                 | [ 動画 40 ] |                        |
| 2023年 | 5月14日  | IN THE FLIGHT          | [ 動画 41 ] |                        |
| 2023年 | 5月14日  | Starting Over          | [ 動画 42 ] |                        |
| 2023年 | 10月1日  | Phoenix                | [ 動画 43 ] | リリックビデオ。       |
| 2023年 | 12月22日 | マシロ                 | [ 動画 44 ] |                        |
| 2024年 | 4月5日   | 運命                   | [ 動画 45 ] |                        |
| 2024年 | 9月18日  | VINCENT                | [ 動画 46 ] |                        |
| 2025年 | 1月27日  | Dang Ding Dong         | [ 動画 47 ] |                        |
| 2025年 | 2月17日  | Vermilion              | [ 動画 48 ] |                        |
| 2025年 | 3月5日   | リビドー               | [ 動画 49 ] | リリックビデオ。       |

### ライブビデオ
| 公開日 | 公開日   | タイトル                      | リンク      | 備考 |
| 年     | 月日     | タイトル                      | リンク      | 備考 |
| ------ | -------- | ----------------------------- | ----------- | --- |
| 2020年 | 5月28日  | Lovers                        | [ 動画 50 ] | 2019年6月30日、大阪城ホールにて開催された「sumika「Chime」Release Tour」の映像。                            |
| 2020年 | 5月28日  | 1.2.3..4.5.6                  | [ 動画 51 ] | 2019年6月30日、大阪城ホールにて開催された「sumika「Chime」Release Tour」の映像。                            |
| 2020年 | 5月28日  | リグレット                    | [ 動画 52 ] | 2019年6月30日、大阪城ホールにて開催された「sumika「Chime」Release Tour」の映像。                            |
| 2020年 | 5月28日  | 「伝言歌」                    | [ 動画 53 ] | 2019年6月30日、大阪城ホールにて開催された「sumika「Chime」Release Tour」の映像。                            |
| 2021年 | 5月8日   | Amber                         | [ 動画 54 ] | 2021年2月10日、さいたまスーパーアリーナにて開催された「sumika Online Live -ATTiC ROOM PARTY 2021-」の映像。 |
| 2021年 | 12月17日 | ペルソナ・プロムナード ライラ | [ 動画 55 ] | 「sumika Live Tour 2021『花鳥風月』」の映像。                                                               |
| 2021年 | 12月17日 | 願い                          | [ 動画 56 ] | 「sumika Live Tour 2021『花鳥風月』」の映像。                                                               |
| 2022年 | 2月27日  | 坂道、白を告げて              | [ 動画 57 ] | 「sumika Live Tour 2022『花鳥風月』-第二幕-」の映像。                                                       |
| 2022年 | 11月25日 | チョコレイト                  | [ 動画 58 ] | 「sumika Live Tour 2022-2023「Ten to Ten」」の映像。                                                        |
| 2023年 | 5月17日  | Shake & Shake                 | [ 動画 59 ] | 2023年5月14日、横浜スタジアムにて開催された「sumika 10th Anniversary Live『Ten to Ten to 10』」の映像。     |
| 2025年 | 3月3日   | Starting Over                 | [ 動画 60 ] | 2024年4月21日、ぴあアリーナMMにて開催された「sumika Live Tour 2024「FLYDAY CIRCUS」」の映像。               |
| 2025年 | 3月4日   | 運命                          | [ 動画 61 ] | 2024年12月5日、KT Zepp Yokohamaにて開催された「片岡健太とバンドマン”ツアー(仮)」の映像。                    |

## タイアップ
| 起用年 | タイトル               | タイアップ                                                                                                  |
| ------ | ---------------------- | --- |
| 2016年 | 1.2.3..4.5.6           | TBSテレビ系『王様のブランチ』エンディングテーマ （2016年5月）                                               |
| 2016年 | sara                   | テレビ東京系『ゴッドタン』エンディングテーマ（2016年6月）                                                   |
| 2016年 | 夏は来ぬ               | ユニクロ「ステテコ&リラコ」キャンペーンムービーソング                                                       |
| 2016年 | オレンジ               | ユニクロ「ふんわりルームウェア」キャンペーンムービーソング                                                  |
| 2017年 | 雨天決行               | 川崎ブレイブサンダース 2016-17シーズン 応援ソング                                                           |
| 2017年 | Summer Vacation        | オーディオテクニカ『Audio-Technica×sumika “Summer Vacation” 30秒篇』CMソング                                |
| 2017年 | アイデンティティ       | 川崎ブレイブサンダース 2017-18シーズン 応援ソング                                                           |
| 2017年 | いいのに               | J-WAVE WOW!TOKYO 2017.12『FAMILY』キャンペーンソング                                                        |
| 2017年 | Lovers                 | フジテレビ系『痛快TV スカッとジャパン"胸キュンスカッと"』テーマソング                                       |
| 2018年 | Lovers                 | 福島テレビ『サタふく』エンディングテーマ（2018年4月〜2019年3月）                                            |
| 2018年 | フィクション           | フジテレビ系『ノイタミナ』枠テレビアニメ『ヲタクに恋は難しい』オープニングテーマ                            |
| 2018年 | フィクション           | 富山テレビ『フルサタ!』オープニングテーマ/CM CUEカットBGM/エンディングテーマ                                |
| 2018年 | Amber                  | 福島テレビ 『サタふく』オープニングテーマ/CM CUEカットBGM（2018年4月〜2019年3月）                           |
| 2018年 | 10時の方角             | 福島テレビ『サタふく～つながる福テレ～』オープニングテーマ/CM CUEカットBGM（2019年4月～）                   |
| 2018年 | ファンファーレ         | アニプレックス配給 劇場アニメ『君の膵臓をたべたい』オープニングテーマ                                       |
| 2018年 | 春夏秋冬               | アニプレックス配給 劇場アニメ『君の膵臓をたべたい』主題歌                                                   |
| 2018年 | 秘密（movie ver.）     | アニプレックス配給 劇場アニメ『君の膵臓をたべたい』劇中歌                                                   |
| 2018年 | ホワイトマーチ         | JR東日本『JR SKISKI』 2018 - 2019 キャンペーンテーマソング                                                  |
| 2019年 | ゴーストライター       | フジテレビ系『痛快TV スカッとジャパン"ファミリースカッと"』テーマソング                                     |
| 2019年 | イコール               | 読売テレビ制作・日本テレビ系テレビアニメ『MIX』第1クールオープニングテーマ                                  |
| 2019年 | イコール               | ジェイコム神奈川『今日から!ベイスターズ』エンディングテーマ                                                 |
| 2019年 | ファンファーレ         | ロート製薬『SUGAO® エアー フィットCCクリーム』ウェブCMテーマソング                                          |
| 2019年 | 願い                   | テレビ朝日系『おっさんずラブ-in the sky-』主題歌                                                            |
| 2019年 | ハイヤーグラウンド     | 東宝配給 劇場アニメ『僕のヒーローアカデミア THE MOVIE ヒーローズ:ライジング』主題歌                         |
| 2020年 | センス・オブ・ワンダー | ベネッセコーポレーション『進研ゼミ2020』CMソング                                                            |
| 2020年 | ライラ                 | 川崎ブレイブサンダース 70周年アニバーサリーソング                                                           |
| 2020年 | 絶叫セレナーデ         | ワーナー ブラザース ジャパン配給映画『ぐらんぶる』主題歌                                                    |
| 2020年 | 唯風と太陽             | ワーナー ブラザース ジャパン配給映画『ぐらんぶる』挿入歌                                                    |
| 2020年 | 本音                   | アイシン『アイシンは、挑む。』CMソング                                                                      |
| 2020年 | 本音                   | 日本テレビ系『第99回全国高等学校サッカー選手権大会』応援歌                                                  |
| 2021年 | Late Show              | 日本テレビ系『スッキリ』2021年1月テーマソング                                                               |
| 2021年 | 祝祭                   | 森永製菓『受験にinゼリー』CMソング                                                                          |
| 2021年 | アルル                 | ベネッセコーポレーション『進研ゼミ』CMソング                                                                |
| 2021年 | Jasmine                | フジテレビ系『バイキングMORE』テーマソング（2021年3月22日〜番組終了時）                                     |
| 2021年 | Lamp                   | 日本テレビ系『ぶらり途中下車の旅』エンディングテーマ（2021年4月3日〜6月26日）                               |
| 2021年 | Shake & Shake          | 朝日放送テレビ・テレビ朝日系『ANiMAZiNG!!!』枠テレビアニメ『美少年探偵団』オープニングテーマ                |
| 2021年 | 10時の方角             | TBS系『櫻井・有吉 THE夜会』OPテーマソング（2021年4月22日〜）                                                |
| 2021年 | Lovers                 | ABEMA SPECIAL『高校生カップルコンテスト』主題歌                                                             |
| 2021年 | リタルダンド           | 日本テレビ系『ぶらり途中下車の旅』エンディングテーマ（2021年7月3日～9月25日）                               |
| 2022年 | Simple                 | クラレ『きっと明日も、ハレ、クラレ』CMソング                                                                |
| 2022年 | Glitter                | テレビ朝日系『NUMAnimation』枠テレビアニメ『カッコウの許嫁』第1期第2クールオープニングテーマ                |
| 2022年 | Porter                 | 「CONVERSE CAMPING SUPPLY」コラボレーションソング                                                           |
| 2023年 | Starting Over          | 読売テレビ制作・日本テレビ系テレビアニメ『MIX MEISEI STORY ～二度目の夏、空の向こうへ～』オープニングテーマ |
| 2023年 | 10時の方角             | ABC-MART『UNDER ARMOUR「好きだから踊る。」篇』CMソング                                                      |
| 2023年 | マシロ                 | テレビ東京 木ドラ24『ポケットに冒険をつめこんで』エンディングテーマ                                         |
| 2023年 | シュガーソルト         | ZIP-FM 30th ANNIVERSARY SONG                                                                                |
| 2024年 | 運命                   | テレビアニメ『ダンジョン飯 第2シーズン』オープニングテーマ                                                  |
| 2024年 | VINCENT                | WOWOW 欧州サッカー 2024-25シーズン イメージソング                                                           |
| 2024年 | Dang Ding Dong         | 中京テレビ新番組 「ぐ〜たくさん」番組公式テーマソング                                                       |
| 2024年 | 10時の方角             | ユニバーサル・スタジオ・ジャパン 春の学生応援キャンペーン『ユニ春』CMテーマソング                           |
| 2025年 | Vermillion             | ダスキンTVCM「想いをつなごう」篇CMソング                                                                    |
| 2025年 | Love Later             | JR東海 スマートEX TVCM                                                                                      |

## 主なライブ

### ワンマンライブ・主催イベント(インディーズ)
- 2013年10月11日〜12月17日 -  ”新世界オリハルコン” Release TOUR「ニューワールド万博」
- 2013年12月17日 - sumika familia 2013 -”新世界オリハルコン” Release TOUR FINAL!!-
- 2014年 - sumika「Dress farm Tour」
- 2014年7月20日 - sumika 1st oneman live Little crown #1 -Drees farm tour FINAL-
- 2014年9月23日 - sumika familia 2014
- 2014年11月14日〜11月22日 - 『I co Y』Release Tour!!
- 2014年 - 「I co Y」Release Tour!! Final sumika 2nd ONEMAN LIVE『Little crown #2』
- 2015年2月11日 - camp fire Vol.1
- 2015年4月15日 - sumika × [NOiD] presents「round about」
- 2015年7月10日〜24日 - 『Vital Apartment.』Release Tour
※ 片岡は体調不良により出演せず。ゲストアーティストを招く形式で実施予定[13]。
- 2015年11月28日 - sumika復活フリーワンマンライブ
- 2016年3月9日〜16日 - Re:Birth Tour
- 2016年4月23日〜4月29日 - Live Journey 2016 -TORCH-
sumika [camp session]名義
- 2016年6月17日〜7月1日 - 『アンサーパレード』Oneman Live Tour -Answer-
- 2016年7月20日〜9月9日 - sumika「アンサーパレード」Joint Live Tour -Parade-
- 2016年9月19日 - 『アンサーパレード』Release Tour Final OnemanLive -Answer Parade-【Little crown #3】
- 2016年12月6日〜12月11日 - 「SALLY e.p」Release OTONARI Live Tour
- 2017年2月3日〜2月25日 - 「SALLY e.p」Release Tour
- 2017年5月27日,28日 - sumika[camp session]Live Journey 2017 -Ensemble-
- 2017年7月15日～29日-sumika ONEMAN LIVE 『Little crown #4』
- 2017年9月18日〜11月24日 - 1st FULL ALBUM『Familia』Release Tour

### ワンマンライブ・主催イベント(メジャー)
| 公演年 | タイトル                                                   | 公演日・会場 |
| ------ | ---------------------------------------------------------- | --- |
| 2018年 | sumika Live Tour 2018 "Starting Caravan"                   | 5月8日 ［神奈川］カルッツかわさき ホール 5月11日［宮城］トークネットホール仙台(仙台市民会館) 大ホール 5月13日［北海道］札幌市教育会館 大ホール 5月18日［新潟］新潟県民会館 大ホール 5月26日［広島］上野学園ホール 5月30日［香川］サンポートホール高松 大ホール 6月1日 ［熊本］市民会館シアーズホーム夢ホール 6月8日 ［福岡］福岡市民会館 大ホール 6月10日［石川］本多の森ホール 6月22日［愛知］日本特殊陶業市民会館フォレストホール 6月23日［愛知］日本特殊陶業市民会館フォレストホール 6月30日［東京］日本武道館 7月1日 ［東京］日本武道館 7月14日［京都］ロームシアター京都 7月17日［兵庫］神戸国際会館こくさいホール 7月18日［大阪］フェスティバルホール |
| 2018年 | sumika 5th Anniversary『Humor』                            | 6月29日 ［東京］日本武道館 |
| 2018年 | sumika 『ファンファーレ / 春夏秋冬』 Release Tour          | 10月28日［宮城］SENDAI GIGS 11月4日 ［北海道］Zepp Sapporo 11月7日 ［愛知］Zepp Nagoya 11月8日 ［愛知］Zepp Nagoya 11月14日［東京］Zepp Tokyo 11月15日［東京］Zepp Tokyo 11月22日［東京］Zepp Tokyo 11月25日［大阪］Zepp Osaka Bayside 11月26日［大阪］Zepp Osaka Bayside 11月29日［大阪］Zepp Osaka Bayside 11月30日［広島］BLUELIVE HIROSHIMA 12月4日 ［福岡］DRUM LOGOS 12月5日 ［福岡］DRUM LOGOS |
| 2019年 | sumika『Chime』 Release Tour                               | 3月14日［東京］日本武道館 3月30日［神奈川］カルッツかわさき 4月6日 ［香川］サンポートホール高松 大ホール 4月7日 ［愛媛］松山市民会館 4月13日［岩手］盛岡市民文化ホール 4月14日［宮城］東京エレクトロンホール宮城 4月20日［広島］上野学園ホール 4月21日［広島］上野学園ホール 4月27日［石川］本多の森ホール 4月28日［新潟］新潟県民会館 5月2日 ［愛知］名古屋国際会議場センチュリーホール 5月3日 ［愛知］名古屋国際会議場センチュリーホール 5月6日 ［愛知］名古屋国際会議場センチュリーホール(追加公演) 5月11日［北海道］札幌文化芸術劇場 hitaru 5月12日［北海道］音更町文化センター 5月19日［千葉］市川市文化会館 5月22日［静岡］アクトシティ浜松 大ホール 5月25日［鹿児島］鹿児島県文化センター 5月26日［福岡］福岡サンパレスホテル&ホール 5月30日［東京］NHKホール(追加公演) 5月31日［東京］NHKホール(追加公演) 6月9日 ［神奈川］横浜アリーナ 6月26日［大阪］大阪城ホール(追加公演) 6月30日［大阪］大阪城ホール |
| 2019年 | sumika Live Tour 2019 -Wonder Bridge-                      | 9月13日 ［高知］高知キャラバンサライ 9月15日 ［岡山］岡山CRAZYMAMA KINGDOM 9月16日 ［鳥取］米子laughs 9月21日 ［北海道］Zepp Sapporo 9月22日 ［北海道］Zepp Sapporo 9月28日 ［福岡］Zepp Fukuoka 9月29日 ［福岡］Zepp Fukuoka 10月5日 ［大阪］Zepp Osaka Bayside 10月6日 ［大阪］Zepp Osaka Bayside(追加公演) 10月8日 ［大阪］Zepp Osaka Bayside 10月13日［愛知］Zepp Nagoya(追加公演) 10月18日［東京］Zepp Tokyo 10月19日［東京］Zepp Tokyo(追加公演) 10月26日［宮城］SENDAI GIGS 10月27日［宮城］SENDAI GIGS 10月29日［東京］Zepp Tokyo 11月5日 ［愛知］Zepp Nagoya 11月18日［愛知］Zepp Nagoya(振替公演) |
| 2020   | sumika Arena Tour 2020 -Daily’s Lamp-                      | 3月28日［愛知］愛知県体育館 3月29日［愛知］愛知県体育館 4月4日 ［大阪］大阪城ホール 4月5日 ［大阪］大阪城ホール 4月11日［新潟］朱鷺メッセ 4月18日［埼玉］さいたまスーパーアリーナ 4月19日［埼玉］さいたまスーパーアリーナ 4月29日［福岡］マリンメッセ福岡 5月2日 ［愛媛］愛媛県武道館 5月9日 ［東京］東京ガーデンシアター(追加公演) 5月10日［東京］東京ガーデンシアター(追加公演) 5月16日［広島］広島サンプラザホール 5月17日［広島］広島サンプラザホール(追加公演) 5月20日［愛知］AICHI SKY EXPO(振替公演) 5月23日［宮城］ゼビオアリーナ仙台 5月31日［神奈川］横浜アリーナ 6月6日 ［北海道］北海道立総合体育センター北海きたえーる 新型コロナウイルスの感染拡大により、全公演が開催中止となった。 |
| 2020   | sumika Online Live 「Little Crown 2020」                   | 9月25日-木下大サーカス 自身初となるオンラインライブ。 |
| 2021   | sumika Arena Tour 2020-2021「 -Daily’s Lamp-」             | 1月6日 ［埼玉］さいたまスーパーアリーナ 1月7日 ［埼玉］さいたまスーパーアリーナ 2月9日 ［埼玉］さいたまスーパーアリーナ 2月10日［埼玉］さいたまスーパーアリーナ 2月11日［埼玉］さいたまスーパーアリーナ 新型コロナウイルスの感染拡大により、全公演が開催中止となった。 チケットの払い戻しを希望しない人向けに2021年2月9日に配信ライブを行った。 |
| 2021   | sumika Online Live -Daily’s Lamp- さいたまスーパーアリーナ | 2月9日［埼玉］さいたまスーパーアリーナ 中止となった「sumika Live Tour 2020-2021 -Daily’s Lamp- 」の払い戻しを希望しない人向けに開催。 |
| 2021   | sumika Online Live -ATTiC ROOM PARTY 2021-                 | 2月10日［埼玉］さいたまスーパーアリーナ 自身初となるファンクラブ限定ライブ。 |
| 2021   | sumika Free Online Live at さいたまスーパーアリーナ        | 2月11日［埼玉］さいたまスーパーアリーナ 自身初となる無料オンラインライブで急遽開催が決定した。 |
| 2021   | sumika Live Tour 2021『花鳥風月』                          | 5月15日［愛媛］愛媛県県民文化会館 5月19日［愛知］名古屋国際会議場 センチュリーホール 5月20日［愛知］名古屋国際会議場 センチュリーホール 6月13日［福井］フェニックス・プラザ 6月21日［大阪］フェスティバルホール 6月29日［大阪］フェスティバルホール 7月1日 ［広島］広島文化学園HBGホール 7月2日 ［広島］ 広島文化学園HBGホール 7月5日 ［東京］東京ガーデンシアター 7月6日 ［東京］東京ガーデンシアター 7月12日［東京］J:COMホール八王子 8月27日［福岡］福岡サンパレス ホテル＆ホール 8月28日［福岡］福岡サンパレス ホテル＆ホール 9月4日 ［宮城］仙台サンプラザホール 9月5日 ［宮城］仙台サンプラザホール 9月11日［北海道］札幌文化芸術劇場hitaru 9月12日［北海道］札幌文化芸術劇場hitaru 9月25日［新潟］新潟テルサ 9月26日［新潟］新潟テルサ 10月4日［大阪］オリックス劇場 10月5日［大阪］オリックス劇場 11月2日［埼玉］さいたまスーパーアリーナ 11月3日［埼玉］さいたまスーパーアリーナ |
| 2022   | sumika Live Tour 2022 『花鳥風月』-第二幕-                 | 1月15日［宮城］SENDAI GIGS 1月16日［宮城］SENDAI GIGS 1月25日［東京］Zepp DiverCity 1月26日［東京］Zepp DiverCity 2月5日 ［広島］BLUE LIVE HIROSHIMA 2月6日 ［広島］BLUE LIVE HIROSHIMA 2月17日［東京］Zepp DiverCity 2月18日［東京］Zepp DiverCity 2月21日［北海道］Zepp Sapporo 2月22日［北海道］Zepp Sapporo 2月28日［愛知］Zepp Nagoya 3月1日 ［愛知］Zepp Nagoya 3月7日 ［福岡］Zepp Fukuoka 3月9日 ［大阪］Zepp Osaka Bayside 3月10日［大阪］Zepp Osaka Bayside 3月14日［愛知］Zepp Nagoya 3月15日［愛知］Zepp Nagoya 3月17日［福岡］Zepp Fukuoka 3月30日［大阪］Zepp Osaka Bayside 3月31日［大阪］Zepp Osaka Bayside 4月11日［東京］Zepp Haneda 4月12日［東京］Zepp Haneda 片岡健太の新型コロナウイルス感染につき開催延期 6月13日［東京］Zepp Haneda 6月14日［東京］Zepp Haneda |
| 2022   | sumika FANCLUB LIVE TOUR 2022 縁会                         | 4月21日［神奈川］KT Zepp Yokohama 4月26日［北海道］Zepp Sapporo 5月9日［愛知］Zepp Nagoya 5月10日［大阪］Zepp Osaka Bayside 5月12日［福岡］Zepp Fukuoka 5月16日［東京］Zepp Haneda 5月17日［東京］Zepp Haneda |
| 2022   | sumika presents TOOY                                       | #1 9月12日 ［東京］豊洲PIT w/Official 髭男 dism #2 9月13日 ［東京］豊洲PIT w/KROI・w.o.d・ズーカラデル |
| 2022   | sumika Live Tour 2022-2023「Ten to Ten」                   | 9月23日［埼玉］サンシティ越谷市民ホール 10月1日［宮城］仙台サンプラザホール 10月2日［宮城］仙台サンプラザホール 10月8日［広島］広島文化学園HBGホール 10月10日［奈良］なら100年会館大ホール 10月15日［山梨］YCC県民文化ホール 10月16日［岐阜］長良川国際会議場メインホール 10月22日［福島］いわき芸術文化交流館アリオス大ホール 10月23日［茨城］ザ・ヒロサワ・シティ会館大ホール 10月29日［沖縄］沖縄コンベンションセンター劇場 11月3日［石川］金沢歌劇座大ホール 11月6日［島根］島根県民会館大ホール 11月11日［富山］オーバードホール 11月19日［福岡］福岡サンパレスホテル&ホール 11月20日［福岡］福岡サンパレスホテル&ホール 11月23日［愛媛］松山市民会館大ホール 11月26日［栃木］栃木県総合文化センターメインホール 12月4日［山形］やまぎん県民ホール大ホール 12月9日［東京］J:COMホール八王子 12月10日［東京］J:COMホール八王子 12月16日［北海道］札幌文化芸術劇場hitaru 12月17日［北海道］札幌文化芸術劇場hitaru |
| 2023   | sumika Live Tour 2022-2023「Ten to Ten」                   | 1月14日［大阪］大阪城ホール 1月15日［大阪］大阪城ホール 2月18日［愛知］日本ガイシホール 2月19日［愛知］日本ガイシホール |
| 2023   | sumika 10th Anniversary Live『Ten to Ten to 10』           | 5月14日 [神奈川] 横浜スタジアム |
| 2023   | sumika Live Tour 2023『SING ALONG』                        | 10月5日 [山口] 周南RISING HALL 10月7日 [広島] BLUE LIVE HIROSHIMA 10月8日 [広島] BLUE LIVE HIROSHIMA 10月13日 [新潟] 新潟LOTS 10月14日 [石川] 金沢EIGHT HALL ※片岡健太のインフルエンザ感染により開催延期 10月21日 [秋田] 秋田Club SWINDLE 10月22日 [青森] 青森Quarter 10月28日 [香川] 高松festhalle 10月29日 [愛媛] 松山WstudioRED 11月3日 [宮城] SENDAI GIGS 11月4日 [宮城] SENDAI GIGS 11月9日 [神奈川] KT Zepp Yokohama 11月10日 [神奈川] KT Zepp Yokohama 11月15日 [愛知] Zepp Nagoya 11月16日 [愛知] Zepp Nagoya 11月21日 [北海道] Zepp Sapporo 11月22日 [北海道] Zepp Sapporo 11月27日 [愛知] Zepp Nagoya 11月29日 [大阪] Zepp Osaka Bayside 12月1日 [大阪] Zepp Osaka Bayside 12月2日 [大阪] Zepp Osaka Bayside 12月7日 [福岡] Zepp Fukuoka 12月8日 [福岡] Zepp Fukuoka 12月15日 [東京] Zepp Haneda(TOKYO) 12月16日 [東京] Zepp Haneda(TOKYO) 12月19日 [石川] 金沢EIGHT HALL(振替公演) 12月20日 [新潟] 新潟LOTS(振替公演) |
| 2024   | sumika Live Tour 2024『FLYDAY CIRCUS』                     | 2月10日 [神奈川] 相模女子大学グリーンホール 2月15日［香川］レクザムホール 2月17日［高知］高知県立県民文化ホール オレンジホール 2月25日［宮城］仙台サンプラザホール 3月1日［北海道］旭川市民文化会館 3月3日［北海道］釧路市民文化会館 3月7日［愛知］名古屋国際会議場センチュリーホール 3月8日［愛知］名古屋国際会議場センチュリーホール 3月15日［広島］広島文化学園HBGホール 3月17日［岡山］岡山芸術創造劇場ハレノワ 大劇場 3月23日［石川］金沢歌劇座 3月24日［新潟］新潟県民会館 大ホール 4月6日 [大阪] 大阪城ホール 4月7日 [大阪] 大阪城ホール 4月14日 [福岡] マリンメッセ福岡 4月20日 [神奈川] ぴあアリーナMM 4月21日 [神奈川] ぴあアリーナMM |
| 2024   | sumika Live Tour 2023 『SING ALONG』(振替公演)             | 1月6日 [香川] 高松festhalle 1月7日 [愛媛] 松山WstudioRED 1月18日 [宮城] SENDAI GIGS 1月19日 [宮城] SENDAI GIGS 6月25日 [石川] 金沢EIGHT HALL(振替公演) 6月26日 [新潟] 新潟LOTS(振替公演) 7月1日 [神奈川] KT Zepp Yokohama 7月2日 [神奈川] KT Zepp Yokohama 7月10日 [北海道] Zepp Sapporo 7月11日 [北海道] Zepp Sapporo 7月24日 [大阪] Zepp Osaka Bayside 7月25日 [大阪] Zepp Osaka Bayside 8月6日 [東京] Zepp Haneda(TOKYO) 8月7日 [東京] Zepp Haneda(TOKYO) 8月13日 [愛知] Zepp Nagoya 8月14日 [愛知] Zepp Nagoya 8月28日 [福岡] Zepp Fukuoka 8月29日 [福岡] Zepp Fukuoka ※台風のため延期 9月2日 [大阪] Zepp Osaka Bayside 9月3日 [愛知] Zepp Nagoya 9月30日[福岡] Zepp Fukuoka |
| 2024   | "片岡健太とバンドマン"ツアー (仮)                          | 11月29日 [新潟] 新潟LOTS 11月30日 [石川] 金沢EIGHT HALL 12月4日 [神奈川] KT Zepp Yokohama 12月5日 [神奈川] KT Zepp Yokohama 12月11日 [大阪] Zepp Osaka Bayside 12月12日 [大阪] Zepp Osaka Bayside 12月17日 [愛知] Zepp Nagoya 12月18日 [愛知] Zepp Nagoya |
| 2025   | sumika Live Tour 2025 『Vermillion's』                     | 3月8日 [埼玉] サンシティ越谷 3月15日 [宮城] 仙台銀行ホール イズミティ 大ホール 3月16日 [岩手] トーサイクラシックホール岩手 大ホール 3月20日 [静岡] アクトシティ浜松 大ホール 3月22日 [山梨] YCC県民文化ホール 大ホール 3月27日 [北海道] 札幌 カナモトホール 3月28日 [北海道] 札幌 カナモトホール 3月30日 [北海道] 函館市民会館 大ホール 4月5日 [栃木] 宇都宮市文化会館 大ホール 4月6日 [茨城] 水戸市民会館 グロービスホール 4月15日 [兵庫] 神戸国際会館 こくさいホール 4月16日 [兵庫] 神戸国際会館 こくさいホール 4月19日 [新潟] 新潟県民会館 4月20日 [富山] オーバード・ホール 4月26日 [鹿児島] 川商ホール第一ホール 4月27日 [熊本] 熊本城ホール メインホール 4月29日 [福岡] 福岡サンパレス ホテル&ホール 5月10日 [広島] 上野学園ホール 5月11日 [鳥取] 米子コンベンションセンター BiG SHiP 5月17日 [愛媛] 松山市民会館・大ホール 5月18日 [香川] レクザムホール・大ホール 5月24日 [長野] ホクト文化ホール 大ホール 5月25日 [福井] 福井フェニックス・プラザ エルピス 大ホール 5月29日 [愛知] 愛知県芸術劇場 大ホール 5月31日 [愛知] 愛知県芸術劇場 大ホール 6月1日 [愛知] 愛知県芸術劇場 大ホール 6月6日 [青森] SG GROUP ホールはちのへ 6月8日 [宮城] 仙台サンプラザホール 6月17日 [大阪] フェスティバルホール 6月18日 [大阪] フェスティバルホール 6月28日 [埼玉] さいたまスーパーアリーナ 6月29日 [埼玉] さいたまスーパーアリーナ |
| 2025   | sumika FANCLUB LIVE TOUR『縁会』 2025                      | 11月9日 [石川] 金沢 EIGHT HALL 11月11日 [新潟] 新潟LOTS 11月19日 [大阪] Zepp Osaka Bayside 11月20日 [大阪] Zepp Osaka Bayside 11月25日 [神奈川] KT Zepp Yokohama 11月26日 [神奈川] KT Zepp Yokohama 12月2日 [愛知] Zepp Nagoya 12月3日 [愛知] Zepp Nagoya 12月15日 [東京] Zepp Haneda 12月16日 [東京] Zepp Haneda |

### 出演イベント
2013年
- 7月20日 - 矢沢洋子TPMS×オズpresents『KISS!HUG!!LOVE!!!でTANOSHIMANIGHT!!!』
- 7月20日 - FREEDOM NAGOYA 2013
- 8月5日 - SEACRET BOX BY OTODAMA 2013 「XXX in the YUIGAHAMA 2013」
- 10月26日 - 音生サーキット 2013 HALLOWEEN SPECIAL
- 11月3日 - 小田原イズム2013
- 12月31日 - SHELTER PRESENTS " THE FINAL OF 2013 " 第2部

2014年
- 1月16日 - ガムシャロック～心斎橋と福島の如く2014 after～
- 2月7日 - A(c) presents 【Life Links in Live vol.20】～共に奏でるmelody tourセミファイナル～
- 3月4日 - 春のPAN祭り～遊びたい都・市・頃～
- 3月29日 - GOOD LUCK vol.25
- 4月12日 - chaqq IN JAPAN FES. 2014
- 6月6日 - [NOiD] vol.36
- 7月11日 - HOLIDAYS OF SEVENTEEN "new school"release tour LIVE PROM～この街は僕の終わりの始まり～ツアー
- 7月12日 - TOKYO BOOTLEG CIRCUIT'14
- 8月16日 - nicoten アコースティックイベント「nico labo Vol.4
- 8月7日 - TREASURE05X 2014 ～summer triangle～
- 8月24日 - DISK GARAGE MUSIC MONSTERS -2014 summer-
- 8月30日 - 葛飾大音楽祭
- 9月4日,5日 - SPACE AGE ROCKS TOUR "ぼくらの七日間戦奏"
- 9月10日 - ぼくらのウォーゲーム
- 9月12日 - ガムシャロック 最終話
- 9月16日 - EVERLONGxLUCCI共同企画 ～夏の終わりと炭酸水～
- 10月12日 - ナイフ革命 2014 -秋-
- 10月16日 - TEDDY presents 『 残像の小さな宇宙 vol.3 TEDDY 1st mini album「Freesia」Release party』
- 10月17日 - chaqq IN JAPAN FES.2014 IN 大阪
- 10月19日 - DOACOCK 15th Anniversary 「15年目のBEER FOR NOW !!」
- 11月3日 - 小田原イズム2014 -10周年-
- 11月14日 - KIDS presents"Give and Take-東名阪タイマンシリーズ-"～締めのお茶漬け しゃけ編～
- 11月17日 - ソライアオ SORAIAO TOUR 2014 〜ふたりはカップルではない〜 sumika「I co Y」Release Tour!!
- 11月18日 - Make a wave ver.秋の集描災
- 11月19日 - Half-Life "〆" Release Tour 2014
- 11月22日 - DOOKIE FESTA&ソライアオ&sumika トリプルレコ発!
- 12月30日 - LIVE DI:GA JUDGEMENT 2014
- 12月30日 - RAIKO -来光- RISING 2014

2015年
- 1月25日 - メリーロックの恩返し-repay for MERRY ROCK PARADE-
- 2月14日,15日 - WANIMA Can Not Behaved!! Tour
- 2月21日 - DISK GARAGE MUSIC MONSTERS -2015 winter-
- 2月24日,3月7日,8日 - SPACE AGE ROCKS TOUR 2015-spring- "ぼくらの七日間戦奏"
- 2月28日 - ピストル・ディスコ巡業2015 ～サヨナラダケガ人生ダ～
- 3月1日 - URCHIN FARM企画 『LINKLOUD e.p.1』
- 3月15日 - TENJIN ONTAQ 天神音たく
- 3月17日,18日 - FACE IT!!
- 3月19日 - OTOEMON FESTA 2015
- 4月4日 - Talking Rock! presents『ニューロック計画!2015』
- 4月10日 - TOWER RECORDS広島店 presents 「タワヒロは見たVol.4」
- 4月12日 - SUPER BEAVER『愛する』Release Tour 2015 ～愛とラクダ、10周年ふりかけ～
- 4月17日 - PANベスト・アルバム「ベスト盤゜」リリースツアー【ベスト盤゜でベストPANツアー】
- 4月19日 - Don't Stop Music fes.栃木
- 4月26日 - ラックライフ presents 「GOOD LUCK vol.33」
- 4月30日 - @SHINJUKU LOFT 16th ANNIVERSARY 新宿ロフト×Brian the Sun企画
- 5月1日 - 04 Limited Sazabys「CAVU tour 2015」
- 12月6日 - WANIMA「Are You Coming? Tour」
- 12月20日 - MERRY ROCK PARADE 2015

2016年
- 1月10日 - ミソフェス2016
- 1月23日 - 日本工学院ミュージックカレッジ presents HACHI-ON 1st Mission
- 1月27日 - [NOiD] LABEL NIGHT ～お祝い事多すぎてわけわからんくらい遊びましょうSP～
- 2月5日 - NOrth MUSIC,NOrth LIFE.
- 2月10日 - murffin discs 10th Anniversary「mini muff records × [NOiD] vol.1」
- 2月18日 - MUSIC GOLD RUSH FEST Vol.01
- 2月27日 - DISK GARAGE MUSIC MONSTERS -2016 winter-
- 2月28日 - murffin discs 10th Anniversary「mini muff records × [NOiD] vol.2」
- 3月21日 - 音流大演会2016
- 4月3日 - 04 Limited Sazabys presents YON FES 2016
- 4月5日 - MAN WITH A MISSION「The World's On Fire TOUR 2016」
- 4月10日 - FM NORTH WAVE & WESS presents IMPACT!X
- 4月24日 - 少年少女秘密基地FESTIVAL2016
- 5月4日 - NIIGATA RAINBOW ROCK 2016
- 5月8日 - Don't Stop Music Fes.TOCHIGI 2016
- 5月20日 - Mujack Dream Land 2016
- 5月28日 - Shimokitazawa SOUND CRUISING 2016
- 6月4日 - JAPAN'S NEXT vol.13
- 6月5日 - 百万石音楽祭 2016～ミリオンロックフェスティバル～
- 7月3日 - Czecho No Republic Presents「ドリームシャワー 2016」
- 7月8日 - LUCCI 1Kより愛をこめてTour2016 GRAND FINAL
- 7月18日 - SUPER BEAVER 『 27 』Release Tour 2016 ～27こぶ、ラクダ～
- 7月29日 - ROCK KIDS 802 -OCHIKEN Goes ON!!- SPECIAL LIVE HIGH! HIGH! HIGH!
- 8月7日 - ROCK IN JAPAN FESTIVAL 2016
- 8月11日 - MORNING RIVER SUMMIT 2016
- 8月19日 - Doors #1
- 8月21日 - TREASURE05X 2016 -REACH FOR THE FUTURE-
- 9月29日 - Jumpin'jack 2016
- 10月8日 - MINAMI WHEEL 2016
- 10月9日,10日 - 04 Limited Sazabys「eureka tour 2016」
- 10月21日 - 岐阜薬科大学 薬大祭LIVE 2016
- 10月22日 - 第12回石川県立大学 響緑祭
- 10月30日 - 岩手県立大学大学祭 IPU Festa 2016
- 11月2日 - 福岡大学 第61回七隈祭 前夜祭ライブ
- 11月3日 - 愛知大学 第2回 愛大名古屋ささしま祭
- 11月6日 - METROCK ZERO 2016
- 11月12日 - MITO GROOVIN'2016
- 11月14日 - SAKANAMON MOT MOT AGE TOUR
- 11月22日 - Amelie『 君が為に鐘は鳴る / さよならバイバイ 』 Release Tour 2016
- 12月25日 - MERRY ROCK PARADE 2016
- 12月27日 - FM802 ROCK FESTIVAL RADIO CRAZY 2016
- 12月29日 - COUNTDOWN JAPAN 16/17

2017年
- 1月20日 - go!go!vanillas「おはようカルチャーツアー2017 ～カルチャーショック編～」
- 2月19日 - LIVE EGG BUDOKAN ～shibuya eggman 35周年 大感謝祭～
- 2月28日 - murffin night 2017 in KAGOSHIMA
- 3月17日,30日 - murffin night 2017
- 3月26日 - My Hair is Bad presents ハイパーホームランツアー
- 4月2日 - 04 Limited Sazabys presents YON FES 2017
- 5月4日 - JAPAN JAM 2017
- 5月12日 - FESTHALLE circus
- 5月14日 - 森、道、市場2017～行き交う色と、ふたつの場所～
- 5月20日 - TOKYO METROPOLITAN ROCK FESTIVAL 2017
- 5月21日 - FM802 Rockin'Radio! -OSAKA JO YAON-
- 6月3日 - 百万石音楽祭 2017～ミリオンロックフェスティバル～
- 6月18日 - rockin'on presents JAPAN CIRCUIT vol.56 WEST ～山崎死闘編～
- 6月22日,30日 - スミデリック2017
- 7月23日 - NUMBER SHOT 2017
- 8月1日 - ROCK KIDS 802 -OCHIKEN Goes ON!!- SPECIAL LIVE HIGH! HIGH! HIGH!
- 8月5日 - WEST GIGANTIC CITYLAND
- 8月6日 - ROCK IN JAPAN FESTIVAL 2017
- 8月12日 - RISING SUN ROCK FESTIVAL 2017 in EZO
- 8月17日 - めざましライブ 2017
- 8月19日 - MONSTER baSH 2017
- 8月20日 - WILD BUNCH FEST. 2017
- 8月26日 - SPACE SHOWER SWEET LOVE SHOWER 2017
- 9月2日 - TREASURE05X 2017 -MARCH OF TIME-
- 9月9日 - RADIO BERRY ベリテンライブ 2017 Special
- 12月1日 - BLUE ENCOUNT TOUR2017-2018 ～VS～
- 12月7日 - uP!!!SPECIAL LIVE HOLIC vol.12
- 12月11日,12日 - キュウソネコカミ「ヒッサツマエバ ～とぎなおし～ TOUR '17-18」
- 12月21日 - 毎日がクリスマス 10TH ANNIVERSARY!
- 12月24日 - MERRY ROCK PARADE 2017
- 12月28日 - COUNTDOWN JAPAN 17/18
- 12月29日 - FM802 ROCK FESTIVAL RADIO CRAZY 2017

2018年
- 3月18日 - ツタロックフェス 2018 ～TSUTAYA ROCK FESTIVAL 2018～
- 3月22日 - 音楽と人LIVE 2018「新木場ナイトカーニバル～Three-bands in sunny march～」
- 4月9日 - TOKYO FM&JFN present EARTH×HEART LIVE 2018
- 5月3日 - VIVA LA ROCK 2018
- 5月4日 - JAPAN JAM 2018
- 5月20日 - OSAKA METROPOLITAN ROCK FESTIVAL 2018
- 7月22日 - FM802 MEET THE WORLD BEAT 2018
- 7月28日 - WILD BUNCH FEST. 2018
- 8月5日 - ROCK IN JAPAN FESTIVAL 2018
- 8月11日 - RISING SUN ROCK FESTIVAL 2018 in EZO
- 8月19日 - MONSTER baSH 2018
- 8月25日 - 音楽と髭達2018 -ONE STORY-
- 9月1日 - SPACE SHOWER SWEET LOVE SHOWER 2018
- 9月9日 - TREASURE05X 2018 "HEARTS OF THE TREASURE"
- 9月16日 - テレビ朝日ドリームフェスティバル 2018
- 9月22日 - FM FUKUI BEAT PHOENIX 2018
- 11月3日 - バズリズムLIVE 2018
- 12月19日 - エアトリ presents 毎日がクリスマス 2018
- 12月23日 - MERRY ROCK PARADE 2018
- 12月27日 - FM802 ROCK FESTIVAL RADIO CRAZY 2018
- 12月30日 - COUNTDOWN JAPAN 18/19

2019年
- 5月18日 - OSAKA METROPOLITAN ROCK FESTIVAL 2019
- 7月13日 - JOIN ALIVE 2019
- 7月20日 - NUMBER SHOT 2019
- 8月3日 - ROCK IN JAPAN FESTIVAL 2019
- 8月4日 - ジャイガ -OSAKA GIGANTIC ROCK FES 2019-
- 8月25日 - MONSTER baSH 2019
- 8月31日 - SPACE SHOWER SWEET LOVE SHOWER 2019
- 9月1日 - ロックのほそ道 ～10th Anniversary Special～
- 9月5日 - Spitz × VINTAGE ROCK std. presents 新木場サンセット2019
- 11月10日 - バズリズムLIVE 2019
- 12月22日 - MERRY ROCK PARADE 2019
- 12月25日 - FM802 ROCK FESTIVAL RADIO CRAZY 2019
- 12月29日 - COUNTDOWN JAPAN 19/20

2020年
- 2月19日 - FM802 MUSIC FREAKS LIVE（コロナ禍前最後のライブ）
- 3月21日 - 緊急生放送!!FNS音楽特別番組 春は必ず来る
- 大阪文化芸術フェスpresents OSAKA GENKi PARK
- JAPAN ONLINE FESTIVAL 2020
- 結びの夢番地（広島）
- MERRY ROCK PARADE 2020（愛知）

2021年
- 5月1日 - VIVA LA ROCK 2021
- 5月4日 - JAPAN JAM 2021
- 7月18日 - NUMBER SHOT 2021
- 7月23日 - MIRRORBALL PARADE
- 8月1日 - OSAKA GIGANTIC MUSIC FESTIVAL 20>21
- 8月14日 -  ROCK CIRCUIT 2021 inEZO Supported by RISING SUN ROCK FESTIVAL
- 8月15日 - FUNDAY PARK FESTIVAL 2021
- 11月17日 - バズリズム LIVE 2021
- 12月8日 - FNS歌謡祭　第2夜
- 12月18日 - 結びの夢番地
- 12月19日 - MERRY ROCK PARADE 2021
- 12月28日 - FM802 ROCK FESTIVAL RADIO CRAZY presents THE GRANDSLAM
- 12月30日 - COUNTDOWN JAPAN 21/22

2022年
- 1月8日 - Sony Music AnimeSongs ONLINE 2022
- 1月22日 - uP!!! SPECIAL LIVE HOLIC extra 2022
- 3月20日 - ツタロックフェス2022
- 4月6日 - UNISON SQUARE GARDEN presents「fun time HOLIDAY 8」
- 4月28日 - THIS SUMMER FESTIVAL 2022
- 4月29日 - FM802 SPECIAL LIVE 紀陽銀行 presents REQUESTAGE 2022
- 5月1日 - ARABAKI ROCK FEST. 22
- 5月3日 - rockin'on presents JAPAN JAM 2022
- 5月4日 - VIVA LA ROCK 2022
- 5月7日 - flumpool Special 対バン Tour 2022 Layered Music
- 6月5日 - 百万石音楽祭2022～ミリオンロックフェスティバル～ 番外編 in 信州
- 6月18日 - LOVE MUSIC FESTIVAL 2022
- 7月17日 - NUMBER SHOT 2022
- 7月24日 - OSAKA GIGANTIC MUSIC FESTIVAL 2022
- 8月11日 - ROCK IN JAPAN FESTIVAL 2022
- 8月12日 - RISING SUN ROCK FESTIVAL 2022 in EZO
- 8月21日 - MONSTER baSH 2022
- 8月27日 - 音楽と髭達2022-My Home Town-
- 8月28日 - SWEET LOVE SHOWER 2022
- 9月3日 - TREASURE05X 2022 ”MEANING OF LIFE”
- 9月8日 - ロックのほそ道 2022
- 9月17日 - WILD BUNCH FEST. 2022
- 9月24日 - テレビ朝日ドリームフェスティバル 2022
- 11月5日 - バズリズム LIVE 2022
- 11月12日 - 緑黄色夜祭 Vol.11
- 11月27日 - ACIDMAN presents 「SAITAMA ROCK FESTIVAL “SAI” 2022」
- 12月18日 - MERRY ROCK PARADE 2022
- 12月27日 - FM802 ROCK FESTIVAL RADIO CRAZY 2022
- 12月29日 - rockin'on presents COUNTDOWN JAPAN 22/23

2023年
- 1月28日 - FUKUOKA MUSIC FES.2023
- 4月30日 - ARABAKI ROCK FEST.23
- 5月3日 - rockin’on presents JAPAN JAM 2023
- 5月5日 - VIVA LA ROCK 2023
- 7月15日 - JOIN ALIVE 2023
- 7月22日 - Number Shot 2023
- 7月23日 - OSAKA GIGANTIC MUSIC FESTIVAL 2023
- 8月5日 - ROCK IN JAPAN FESTIVAL 2023
- 8月13日 - ROCK IN JAPAN FESTIVAL 2023
- 8月19日 - SUMMER SONIC 2023
- 8月20日 - SUMMER SONIC 2023
- 8月25日 - SWEET LOVE SHOWER 2023 ※sumika[camp session]出演
- 8月26日 - 音楽と髭達2023-WA-
- 8月27日 - The MusiQuest
- 9月2日 - 1CHANCE FESTIVAL 2023
- 9月3日 - TREASURE05X 2023
- 9月6日 - HATA EXPO Livehouse Circuit 2023
- 9月9日 - SAMRISE Festival
- 9月16日 - New Acostic Camp 2023 ※sumika[camp session]出演
- 9月18日 - WILD BUNCH FEST. 2023
- 9月22日 - ロックのほそ道
- 9月23日 - AKABIRA CAMP BREAK 2023 ※sumika[camp session]出演
- 9月27日 - IN THE FLIGHT 7th Anniversary 『Advent Calendar』※sumika[camp session]出演
- 10月9日 - 京都音楽博覧会2023
- 11月5日 - バズリズム LIVE 2023 ※出演キャンセル[118]

※以下5公演はsumika［roof session］として出演予定
- 11月18日 - 鹿児島国際大学 第24回遊華俚祭 『sumika SPECIAL LIVE in IUK』
- 11月25日 - めざましテレビ30周年フェス in 仙台
- 12月10日 - 結びの夢番地2023
- 12月16日 - MERRY ROCK PARADE 2023
- 12月31日 - COUNTDOWN JAPAN 23/24

2024年
- 1月21日 - FUKUOKA MUSIC FES.2024
- 2月24日 - ANI-ROCK FES. 2024「僕のヒーローアカデミア PLUS ULTRA LIVE」
- 3月10日 - go!go!vanillas DREAMS TOUR 2023-2024 FINAL [MAKE YOUR DREAM]
- 3月31日 - EIGHT BALL FESTIVAL 2024
- 4月28日 - JAPAN JAM 2024
- 5月5日 - VIVA LA ROCK 2024
- 5月10~11日 - THE BONDS 2024 in Taiwan
- 5月19日 - TOKYO METROPOLITAN ROCK FESTIVAL 2024
- 6月1日 - FM802 35th ANNIVERSARY “Be FUNKY!!” SPECIAL LIVE RADIO MAGIC
- 6月２日 - 百万石音楽祭2024～ミリオンロックフェスティバル～
- 6月22日 - GREEN FLASH FES 2024
- 6月29日 - かわさき100フェス
- 7月14日 -  スキマフェス
- 7月17日 - AIMYON vs TOUR 2024“ラブ・コール２”

## 楽曲提供
| 年     | アーティスト        | 楽曲タイトル                   | 作詞     | 作曲     | 編曲                 |
| ------ | ------------------- | ------------------------------ | -------- | -------- | -------------------- |
| 2022年 | Hey! Say! JUMP      | 「春玄鳥」                     | 片岡健太 | 小川貴之 | 遠藤ナオキ、小川貴之 |
| 2022年 | Hey! Say! JUMP      | 「サンダーソニア」             | 片岡健太 | 片岡健太 | 遠藤ナオキ、片岡健太 |
| 2024年 | SUPER EIGHT         | 「Eighdays」                   | 片岡健太 | 片岡健太 | 宮田‘レフティ’リョウ |
| 2024年 | CHiCO               | 「Noel」                       | 片岡健太 | 小川貴之 | 遠藤ナオキ           |
| 2025年 | 深澤辰哉 (Snow Man) | 「iro iro」                    | 片岡健太 | 片岡健太 | 宮田‘レフティ’リョウ |
| 2025年 | 生田絵梨花          | 「アンサンブル・シャングリラ」 | 片岡健太 | 片岡健太 | 宮田‘レフティ’リョウ |

## 10周年イヤー
2022年5月17日に結成9周年を迎えると同時に、sumikaの10周年イヤーが始まった。彼らの10周年の活動をまとめる。
- sumika Live Tour 2022 - 2023 Ten to Ten

- sumika presents TOOY
- 夏フェス　福岡・大阪・千葉・北海道・香川・新潟・山梨・愛知・宮城・山口
- シングル「Glitter」フルアルバム「For.」
- 片岡健太・著　「凡者の合奏」
- sumika 10th Anniversary Live Ten to Ten to 10 （横浜スタジアム）
- 初のドキュメンタリー映画 「『sumika』～10th Anniversary THE MOVIE～」全国の映画館にて公開

中でも、目玉となる全国ツアー「Ten to Ten」は、10年間続けてきた活動で各地で築いてきた¨点¨を結んで¨直線¨にするイメージで、10周年イヤーから次の10年を見据える気持ちを込めたとしている。9月23日から全国各地を巡る。
9月にリリースされた「For.」は、「続けていく為に、終わらせる」ことをテーマに、sumikaは「何のために」「誰のために」続けてきたのか、続けていくのかを考え、音楽で表現した作品になっている。sumikaの前身バンドの再レコーディング曲「言葉と心」、CONVERSEキャンペーンソング「Porter」をはじめとした新曲8曲と、ライブの鉄板曲「Shake & Shake」などデジタルシングルも含めた既出曲6曲の合計14曲で構成。初回限定版Aには、撮り下ろしライブ映像と秘密本、初回限定版BにはFCツアー『縁会』の一部を収録したBlu-rayが付属する。また、至る所にサプライズが隠されている。
sumika 10th Anniversary Live 『Ten to Ten to 10』は横浜スタジアムにおいて約33,000人の来場のもと行われた。新曲Staring Overを含む33曲のほか、7曲はサビを中心としたメドレー形式で披露された。併せて、多数の新情報の解禁を行った。

## 出演
- 『SCHOOL OF LOCK!』内「sumika LOCKS!」（TOKYO FM・JFN系列、2021年4月6日 - 2022年6月28日）
- 『SPARK』（J-WAVE：月曜ナビゲーター、2022年10月3日 - ）
- 『×music』（ZIP-FM：マンスリーレギュラー、2022年10月26日 - 2024年3月28日）

### 動画
1. ↑  『sumika / 雨天決行 【sumika familia2013 Ver.】』2014年5月16日。2025年1月1日閲覧。
2. ↑  『sumika / 雨天決行【Niwa cinema ver.】』2014年5月16日。2025年4月3日閲覧。
3. ↑  『sumika / リグレット【Music Video】』2014年5月30日。2025年4月3日閲覧。
4. ↑  『sumika / ふっかつのじゅもん【Music Video】』2014年6月26日。2025年4月4日閲覧。
5. ↑  『sumika / ソーダ【Music Video】』2014年11月7日。2025年4月3日閲覧。
6. ↑  『sumika / グライダースライダー【Music Video】』2015年6月2日。2025年4月3日閲覧。
7. ↑  『sumika / Lovers【Music Video】』2016年2月24日。2025年4月3日閲覧。
8. ↑  『sumika / 溶けた体温、蕩けた魔法【Music Video】』2016年5月17日。2025年4月3日閲覧。
9. ↑  『sumika / sara【Music Video】』2016年5月24日。2025年4月3日閲覧。
10. ↑  『sumika / MAGIC【Music Video】』2016年11月27日。2025年4月3日閲覧。
11. ↑  『sumika / 春風【Music Video】』2017年6月9日。2025年4月3日閲覧。
12. ↑  『sumika / Summer Vacation【Music Video】』2017年6月23日。2025年4月4日閲覧。
13. ↑  『sumika / Answer【Music Video】』2017年10月25日。2025年4月4日閲覧。
14. ↑  『sumika / アネモネ【Music Video】』2017年11月23日。2025年4月4日閲覧。
15. ↑  『sumika / フィクション【Music Video】』2018年4月18日。2025年4月4日閲覧。
16. ↑  『sumika / ペルソナ・プロムナード【Music Video】』2018年4月25日。2025年4月4日閲覧。
17. ↑  『sumika / ファンファーレ【Music Video】』2018年8月8日。2025年4月4日閲覧。
18. ↑  『sumika / 10時の方角【Music Video】』2019年3月1日。2025年4月4日閲覧。
19. ↑  『sumika / Familia【Music Video】』2019年3月25日。2025年4月4日閲覧。
20. ↑  『sumika / イコール【Music Video】』2019年6月12日。2025年4月4日閲覧。
21. ↑  『sumika / Traveling【Music Video】』2019年6月12日。2025年4月4日閲覧。
22. ↑  『sumika / 願い【Music Video】』2019年11月20日。2025年4月4日閲覧。
23. ↑  『sumika / ハイヤーグラウンド【Music Video】』2019年12月11日。2025年4月4日閲覧。
24. ↑  『sumika / 「センス・オブ・ワンダー」スペシャルムービー』2020年2月28日。2025年4月4日閲覧。
25. ↑  『sumika / エンドロール【Music Video】』2020年3月6日。2025年4月4日閲覧。
26. ↑  『sumika / 絶叫セレナーデ【Music Video】』2020年7月29日。2025年4月4日閲覧。
27. ↑  『sumika / 本音【Music Video】※第99回全国高校サッカー選手権大会応援歌』2020年12月11日。2025年4月4日閲覧。
28. ↑  『sumika / 祝祭【Music Video】※森永製菓 受験に inゼリー2021 CMソング』2021年2月26日。2025年4月4日閲覧。
29. ↑  『sumika / Lamp【Music Video】』2021年3月3日。2025年4月4日閲覧。
30. ↑  『sumika / Shake & Shake【Music Video】※アニメ「美少年探偵団」オープニングテーマ』2021年4月18日。2025年4月4日閲覧。
31. ↑  『sumika / Jasmine【Music Video】※フジテレビ「バイキングMORE」テーマソング』2021年7月30日。2025年4月4日閲覧。
32. ↑  『sumika / リタルダンド【Music Film】』2021年8月20日。2025年4月4日閲覧。
33. ↑  『sumika / Babel【Music Video】』2021年11月3日。2025年4月4日閲覧。
34. ↑  『sumika / 一閃【Music Video】』2021年12月1日。2025年4月4日閲覧。
35. ↑  『sumika / アンコール【Music Video】』2021年12月2日。2025年4月4日閲覧。
36. ↑  『sumika / Marry Dance【Music Film】』2021年12月3日。2025年4月4日閲覧。
37. ↑  『sumika / Simple【Music Video】』2022年5月24日。2025年4月4日閲覧。
38. ↑  『sumika / Glitter【Music Video】※TVアニメ「カッコウの許嫁」第2クールOP』2022年7月27日。2025年4月4日閲覧。
39. ↑  『sumika / 言葉と心【Music Video】』2022年9月15日。2025年4月4日閲覧。
40. ↑  『sumika / Porter【Music Video】※CONVERSE CAMPING SUPPLY collaboration SONG』2022年9月21日。2025年4月4日閲覧。
41. ↑  『sumika［camp session］ / IN THE FLIGHT【Music Video】』2023年5月14日。2025年4月4日閲覧。
42. ↑  『sumika / Starting Over【Music Video】※TVアニメ「MIX MEISEI STORY ～二度目の夏、空の向こうへ～」OP』2023年5月14日。2025年4月4日閲覧。
43. ↑  『sumika / Phoenix【Lyric Video】』2023年10月1日。2025年4月4日閲覧。
44. ↑  『sumika / マシロ【Music Video】※ドラマ『ポケットに冒険をつめこんで』EDテーマ』2023年12月22日。2025年4月4日閲覧。
45. ↑  『sumika / 運命【Music Video】』2024年4月5日。2025年4月4日閲覧。
46. ↑  『sumika / VINCENT【Music Video】』2024年9月18日。2025年4月4日閲覧。
47. ↑  『sumika / Dang Ding Dong【Music Video】』2025年1月27日。2025年4月4日閲覧。
48. ↑  『sumika / Vermillion【Music Video】』2025年2月17日。2025年4月4日閲覧。
49. ↑  『sumika / リビドー【Lyric Video】』2025年3月5日。2025年4月4日閲覧。
50. ↑  『sumika / Lovers【Dress farm】Live at 大阪城ホール 2019.06.30』2020年5月28日。2025年4月4日閲覧。
51. ↑  『sumika / 1.2.3..4.5.6【Dress farm】Live at 大阪城ホール 2019.06.30』2020年5月28日。2025年4月4日閲覧。
52. ↑  『sumika / リグレット【Dress farm】Live at 大阪城ホール 2019.06.30』2020年5月28日。2025年4月4日閲覧。
53. ↑  『sumika / 「伝言歌」【Dress farm】Live at 大阪城ホール 2019.06.30』2020年5月28日。2025年4月4日閲覧。
54. ↑  『sumika［camp session］ / Amber「sumika Online Live -ATTiC ROOM PARTY 2021-」for J-LODlive』2021年5月8日。2025年4月4日閲覧。
55. ↑  『sumika / "ペルソナ・プロムナード" , "ライラ"「Live Tour 2021『花鳥風月』」for J-LODlive』2021年12月17日。2025年4月4日閲覧。
56. ↑  『sumika / 願い「Live Tour 2021『花鳥風月』」for J-LODlive』2021年12月17日。2025年4月4日閲覧。
57. ↑  『sumika / 「Live Tour 2022 『花鳥風月』-第二幕-」坂道、白を告げて for J-LODlive』2022年2月27日。2025年4月4日閲覧。
58. ↑  『sumika / チョコレイト【Live Video】』2022年11月25日。2025年4月4日閲覧。
59. ↑  『sumika / Shake & Shake 【10th Anniversary Live 『Ten to Ten to 10』Live at 横浜スタジアム】』2023年5月17日。2025年4月4日閲覧。
60. ↑  『sumika / Starting Over 【『sumika Film #15』 sumika Live Tour 2024「FLYDAY CIRCUS」2024.4.21 at ぴあアリーナMM】』2025年3月3日。2025年4月4日閲覧。
61. ↑  『sumika / 運命 【『sumika Film #16』“片岡健太とバンドマン”ツアー(仮) 2024.12.5 at KT Zepp Yokohama】』2025年3月4日。2025年4月4日閲覧。